# Държавна собственост
Държавна собственост е собственост, притежавана от държавата. Такава собственост може понякога да бъде наричана собственост на короната (монархии). В повечето държави такава собственост са зоологическите градини, библиотеките, училищата, парковете, като някои видове като военните бази или изследователските лаборатории понякога са с рестриктиран достъп.
Процесът на привеждането на активи в държавна собственост се нарича национализация.

## Държавна собственост в България
От 1 януари 1996 година в България влиза в сила Закон за държавната собственост, който определя държавната собственост като публична и частна.

## Анархо-капиталистическа теория
Анархо-капиталистите твърдят, че понеже облагането е кражба, държавата не може да притежава справедливо никоя собственост и следователно е приемливо за индивидите да присвоят държавна собственост за лична употреба.